# Scapuleremaeus kobauensis
Scapuleremaeus kobauensis är en kvalsterart som beskrevs av Valerie M. Behan-Pelletier 1989. Scapuleremaeus kobauensis ingår i släktet Scapuleremaeus och familjen Ametroproctidae. Inga underarter finns listade i Catalogue of Life.